# Whatever U Like
Whatever U Like – piosenka R&B stworzona przez Nicole Scherzinger, Sean Garrett, Jamal Jones, Clifford Harris Jr. na debiutancki, solowy album Scherzinger, „Her Name Is Nicole” (2007). Utwór został wydany jako pierwszy singel z krążka. Piosenka nagrana jest z gościnnym udziałem rapera T.I. Singel trafił do rozgłośni radiowych w Ameryce Północnej i Europie w lipcu 2007.

## Selekcja pierwszego singla
Wiele fanów spekulowało, że pierwszym singlem z debiutanckiego albumu Scherzinger będzie utwór „Steam” wyprodukowany przez Bryana Michaela Coksa, jednak w kwietniu 2007 roku sama artystka w wywiadzie powiedziała, że „Steam” w ogóle nie był brany pod uwagę przy wyborze na pierwszy singel.

## Teledysk
Teledysk do singla nakręcony był w dniach 23 lipca – 25 lipca 2007. Premiera videoclipu odbyła się dnia 16 sierpnia 2007 na stronie internetowej MTV.com. Teledysk ujrzał światło dzienne 20 sierpnia 2007 roku podczas programu TRL stacji MTV.
Teledysk rozpoczyna się od reflektorów punktowych uderzających w ścianę, potem pojawia się Nicole Scherzinger uciekająca od jakiejś osoby, następnie zostaje złapana przez czterech zamaskowanych porywaczy. Później Sean Garrett odśpiewuje swoją kwestię po czym Nicole śpiewa pierwszą zwrotkę i refren w środku wielkiego pudła. Sceny Scherzinger w wodzie (podobieństwo do teledysku Tamii „Stranger in My House”) są urozmaicone jej tańcami na czarnym tle. W kolejnej scenie, podczas refrenu, Nicole chodzi po ławce pokrytej gorącymi kamieniami. Podczas rapu T.I. akcja rozgrywa się ponownie w pudle, w którym znajduje się zarówno T.I., jak i Nicole Scherzinger uwodzicielsko „pełzając” po nim. Następnie Nicole pokryta jest cała błotem, potem zmywa je z siebie pod prysznicem. Kolejne ujęcia pokazują podczas refrenu i Nicole, i T.I.. Pod koniec teledysku Scherzinger tańczy w czarnym skórzanym stroju a jej porywacze tańczą przed nią. Ostatnia scena pokazuje reflektory punktowe pojawiające się na ścianie.

## Lista utworów i formaty singla

### Single version
| Lp. | Tytuł                            | Czas |
| --- | -------------------------------- | ---- |
| 1   | „Whatever U Like (album)”        | 3:55 |
| 2   | „Whatever U Like (clean)”        | 3:55 |
| 3   | „Whatever U Like (instrumental)” | 3:55 |
| 4   | „Whatever U Like (acapella)”     | 3:59 |

### Album (Alternative) version
| Lp. | Tytuł                                         | Czas |
| --- | --------------------------------------------- | ---- |
| 1   | „Whatever U Like (Alternative Version)”       | 3:39 |
| 2   | „Whatever U Like (Alternative Clean Version)” | 3:39 |
| 3   | „Whatever U Like (Alternative Instrumental)”  | 3:39 |
| 4   | „Whatever U Like (Alternative A Cappella)”    | 3:39 |

## Pozycje na listach
| Lista przebojów (2007)                       | Najwyższa pozycja |
| -------------------------------------------- | ----------------- |
| USA Billboard Bubbling Under Hot 100 Singles | 4                 |
| USA Billboard Pop 100                        | 38                |
| USA Billboard Hot 100                        | 42                |
| USA Billboard Hot R&B/Hip-Hop Songs          | 83                |
| Kanada Billboard Hot 100                     | 57                |
| Bułgaria Singles Chart                       | 10                |
| Rumunia Singles Chart                        | 10                |